# Tschirner und Nordhalbener Ködeltal mit Mäusbeutel
Das Naturschutzgebiet Tschirner und Nordhalbener Ködeltal mit Mäusbeutel liegt auf dem Gebiet der Gemeinde Tschirn im Landkreis Kronach in Oberfranken. Es ist das größte Naturschutzgebiet im Landkreis.

## Beschreibung
Das 275,5 ha große Gebiet mit der Nr. NSG-00467.01, das im Jahr 1994 unter Naturschutz gestellt wurde, erstreckt sich in zwei Teilen östlich und südöstlich des Kernortes Tschirn direkt nördlich der Mauthaustalsperre. Westlich verläuft die Staatsstraße 2200 und östlich die Staatsstraße 2198. Unweit nordöstlich verläuft die Landesgrenze zu Thüringen.
Das Gebiet umfasst naturnahe Bachläufe und umgebende Auenbereiche mit einer Vielzahl unterschiedlicher Vegetationstypen.